# Maja Sternad
Maja Sternad (* 28. Dezember 2003) ist eine deutsch-slowenische Fußballspielerin.

## Karriere

### Vereine
Die offensive Mittelfeldspielerin Sternad begann ihre Karriere beim SC Verl und spielte dort bis zur B-Jugend in einer Jungenmannschaft. Im Jahre 2017 wurde sie in das Mädchenfußballinternat des FLVW in der Sportschule Kaiserau aufgenommen und trainierte dort mit der männlichen B-Jugend von SuS Kaiserau. Anfang 2020 wechselte sie zu Arminia Bielefeld in die 2. Bundesliga. Bis zum Ende der Saison 2020/21 bestritt Sternad 16 Zweitligaspiele und erzielte dabei drei Tore. Nachdem die Bielefelderinnen am Saisonende absteigen mussten, wurde die Mittelfeldspielerin vom Bundesligisten Werder Bremen verpflichtet. Zum Saisonauftakt am 29. August 2021 bestritt sie ihr erstes Bundesligaspiel. Bei der 0:8-Niederlage im Auswärtsspiel gegen den FC Bayern München wurde sie in der 60. Minute für Margarita Gidion eingewechselt. Am 6. Februar 2022 (13. Spieltag) erzielte sie bei der 1:3-Niederlage im Auswärtsspiel gegen den VfL Wolfsburg mit dem Treffer zur 1:0-Führung in der ersten Minute ihr erstes Bundesligator.

### Nationalmannschaft
Seit 2017 ist Maja Sternad für diverse Jugendnationalmannschaften des DFB im Einsatz und erzielte bisher acht Tore in 18 Länderspielen. Ihr Debüt gab sie am 3. November 2017 für die U15-Nationalmannschaft in Wetzlar. Bei der 1:6-Niederlage gegen die US-amerikanische U15-Nationalmannschaft wurde sie in der 50. Minute für Annika Wohner eingewechselt. Im August 2022 nahm Sternad an der U20-Weltmeisterschaft in Costa Rica teil und kam im zweiten und dritten Spiel der Gruppe B zum Einsatz; mit dem dritten Platz schied sie mit ihrer Mannschaft vorzeitig aus dem Turnier aus.

## Erfolge
- DFB-Pokal-Finalistin: 2024/25